# Thread (ネットワークプロトコル)
Threadは、IoT（Internet of things）製品向けのIPv6ベースの低消費電力メッシュネットワーク技術で、安全性と将来性を両立させるよう意図しGoogle傘下のNest Labsが主導して設計されたものである。

## 概要
Threadプロトコルの仕様は無償で入手可能なものの、エンドユーザーライセンス契約（EULA）への同意と継続的な遵守が必要で、その中で「"Thread技術およびThreadグループ仕様の実装、実践、出荷には、Threadグループへのメンバーシップが必要である。」と定義されている。Threadグループのメンバーシップは、"Academic"、"Associate"メンバーを除き、年会費が必要となっている。
Threadは6LoWPANを使用しており、ZigBeeなどと同様にメッシュ通信を行うIEEE 802.15.4の無線プロトコルを使用している。一方でThreadはIPアドレス指定も可能で、クラウドアクセスやAES暗号化も可能である。ThreadのBSDライセンスによるオープンソース実装は「OpenThread」と呼ばれ、Googleから公開されている。

## 沿革
2014年7月、Threadが業界標準になることを目指し、各社製品にThread認証を提供するワーキンググループとして「Thread Group」アライアンスが結成された。 初期メンバーはARMホールディングス、Big Ass Solutions、NXPセミコンダクターズ/フリースケール・セミコンダクタ、Google子会社のNest Labs、オスラム、Samsung、Silicon Labs、Somfy、Tyco International、クアルコムおよびYale lock companyであった。2018年8月にはApple Inc.が参加し、2020年後半に初のスレッド製品「HomePod mini」をリリースした。
2019年、Zigbee、Google、Amazon、Appleが主導するConnected Home over IPプロジェクト（後に「Matter」と改名）は、ThreadおよびWi-FiやBluetooth Low Energyを活用し、家庭内接続の相互運用性を促進するためのロイヤリティフリーの規格と、オープンソースコードベースの作成に向けた幅広い協力の開始について発表を行った。

## 主な利点と特徴
Threadでは、エッジルーターと呼ばれる接続ルーターを利用する6LoWPANを用いており、これらエッジルーターのことを「境界（Border）ルーター」と呼んでいる。他の独自ネットワークとは異なり、6LoWPANは、ネットワーク層でデータグラムを転送するため、エッジルーターを持つ他のネットワークと同様、アプリケーション層の状態を維持しない。これは、6LoWPANがアプリケーションのプロトコルおよび、状態の変化について関知しないことを意味する。よって、エッジルーターの処理能力の負担を軽減することができる。また、Threadがアプリケーション層を維持する必要がないことも意味する。Threadの仕様としては、低帯域でIPv6上で動作するものであれば、複数のアプリケーション層をサポートできる(p6)。 
Threadでは、そのシステムに単一障害点がないことを売りにしている。しかしながら、ネットワークにエッジルーターが1台しか設置されていない場合、これが単一障害点として機能することがありうる。エッジルーターや別のルーターは、特定の機能の先導役を担うと考えることができ、先導役のルーターに障害が発生すると、別のルーターやエッジルーターがその代役を務めることができる。これが、Threadが単一障害点を持たないことを保証する主な方法である(p8)。
Threadでは、認証されたデバイスだけがネットワークに参加することができるため、高いセキュリティレベルを維持することができる。ネットワークを介したすべての通信は、ネットワーク鍵で保護される(pp19–21)。

## 競合するIoTプロトコル
競合するIoTプロトコルには、Bluetooth Low Energy (Bluetooth Meshを含む)、ZigBee, Z-Wave、Wi-Fi HaLow、Bluetooth 5、Wirepas、MiraOS、VEmeshなどがある。